# تيري مورس
تيري مورس (بالإنجليزية: Terry Morse)‏ هو متسابق بياثل أمريكي، ولد في 15 سبتمبر 1946 في بريدجبورت في الولايات المتحدة.

## وصلات خارجية
- تيري مورس على موقع أوليمبيديا (الإنجليزية)